# Eniola Aluko
Eniola Aluko MBE (* 21. Februar 1987 in Lagos) ist eine aus Nigeria stammende ehemalige englische Fußballspielerin. Sie stand im Kader der englischen Nationalmannschaft für die WM 2011 und im Kader des Team GB für die Olympischen Spiele 2012.
Ihr Bruder Sone ist ebenfalls ein ehemaliger Profifußballer.

## Karriere

### Verein
Aluko begann ihre Karriere bei den Birmingham City Ladies gemeinsam mit Karen Carney. Sie erzielte bei ihrem Ligadebüt gegen Leeds United im Alter von 14 Jahren ihren ersten Treffer. 2003 wurde die Stürmerin von der Football Association als weibliche „Young Player of the Year“  ausgezeichnet. Nachdem sie bereits in der U-19 und U-21 eingesetzt worden war, debütierte sie 2004 im Alter von 17 Jahren in der A-Nationalmannschaft Englands gegen die Auswahl der Niederlande.
2003 wechselte Aluko zu den Charlton Athletic Ladies und gewann mit diesen den FA Women’s Cup 2005. Im Finale erzielte sie in der 58. Minute den einzigen Treffer des Tages. Im Finale um den FA Women’s Premier League Cup 2006 erzielte sie gegen die Arsenal Ladies beim 2:1-Sieg ihrer Mannschaft beide Treffer. Nach der Auflösung des Teams im Jahr 2007 wechselte sie zu den Chelsea Ladies und zwei Jahre später in die Vereinigten Staaten zum erst ein Jahr zuvor gegründeten Klub St. Louis Athletica.
Im Sommer 2018 wechselte Aluko zu Juventus Turin in die italienische Serie A und schaffte es mit der von Rita Guarino trainierten Mannschaft, 2018/19 den im Vorjahr gewonnenen Titel zu verteidigen. Sie war dabei mit 14 Treffern erfolgreichste Torschützin ihres Teams. Außerdem feierte Aluko mit der Juve auch den Gewinn der Coppa Italia. Ende November 2019 kehrte sie, sechs Monate vor Vertragsende, zurück nach England. Als Grund für diese Entscheidung gab sie an, dass Rassismus in Italien Teil der Fankultur sei. Außerdem: „Ich bin es leid, in Geschäften wie eine mögliche Räuberin betrachtet zu werden“, und irgendwann habe man genug davon, auf dem Turiner Flughafen „von den Spürhunden wie Pablo Escobar behandelt zu werden“. Anfang 2020 gab sie dann ihren Rücktritt aus dem Profifußball bekannt.

### Nationalmannschaft

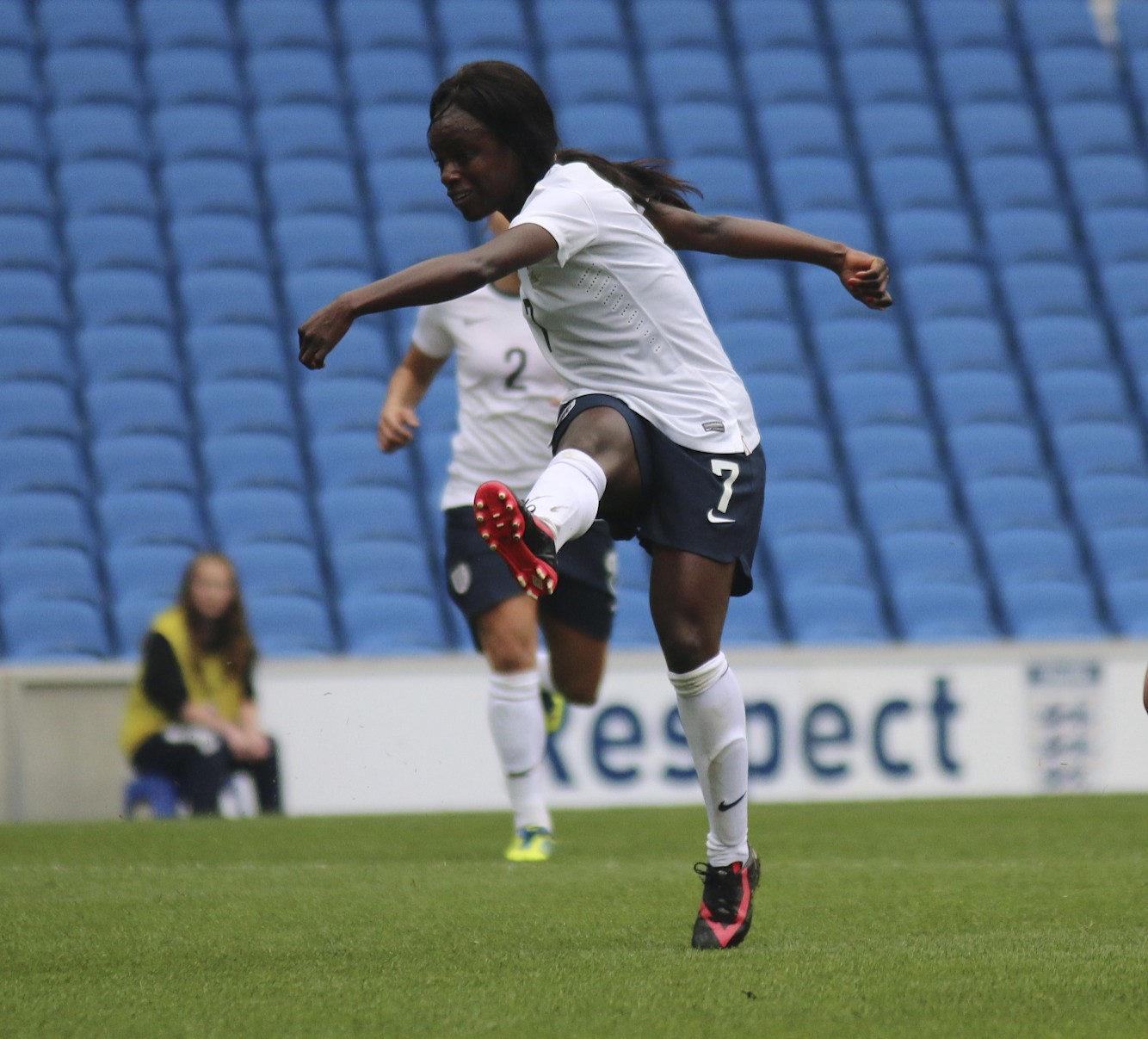
Aluko im Nationaltrikot (2014)

Mit der Nationalmannschaft nahm Aluko sowohl an der Europameisterschaft 2005, der Weltmeisterschaft 2007 als auch an der Europameisterschaft 2009 teil, bei der sie Vizeeuropameisterin wurde und drei Tore erzielte. Für die WM 2011 wurde sie ebenfalls nominiert. In den ersten beiden Spielen gegen Mexiko und Neuseeland stand sie in der Startelf, wurde aber gegen Neuseeland zur zweiten Halbzeit ausgewechselt. Gegen Japan wurde sie erst in der 62. Minute eingewechselt, konnte im Spiel aber keine Akzente setzen. Im Viertelfinale, in dem England im Elfmeterschießen gegen Frankreich ausschied, kam sie nicht zum Einsatz.
2012 stand sie im Team GB, das an den Olympischen Spielen in London teilnahm. Sie kam in allen vier Spielen zum Einsatz, schied aber im Viertelfinale gegen Kanada aus.
Sie stand auch im englischen Kader für die EM 2013 in Schweden und kam in den drei Spielen zum Einsatz, in denen sie ein Tor erzielte.
Im Rahmen des SheBelieves Cup 2016 machte sie im letzten Spiel beim 0:0 gegen Frankreich ihr 100. Länderspiel für England.

## Ehrungen
- Für ihre sportlichen Verdienste wurde sie 2023 zum Mitglied des Order of the British Empire ernannt.[5]

## Erfolge
- Zypern-Cup-Siegerin: 2013, 2015
- Italienische Meisterin: 2018/19
- Italienische Pokalsiegerin: 2018/19